# Pointe de Bésery
Pointe de Bésery är en bergstopp i Schweiz. Den ligger i distriktet Saint-Maurice och kantonen  Valais, i den sydvästra delen av landet, 90 km söder om huvudstaden Bern. Toppen på Pointe de Bésery är 2 408 meter över havet.